# Волга (Твер)

Старий логотип клубу

Футбольний клуб «Волга» (Твер) або просто «Волга» (рос. Футбольный клуб Волга (Тверь)) — колишній професіональний російський футбольний клуб із міста Твер, у Калінінському районі однойменній області.

## Попередні назви
До 1936 року найсильнішими командами в місті були: ТКВКіЛСІ (Тверській гурток велосипедистів, ковзанярів і любителів спортивних ігор), МКС (Морозівський клуб спорту), збірна Твері. Потім з 1936-1949, 1953-1956 роках спортивну честь Верхневолжського регіону захищав калінінський «Спартак». У 1950-1952 роках в команді міста Калініна виступали армійські футболісти. З 1957 року Твер незмінно представляє «Волга» (в 1957 році команда мала назву «Хімік», в 1992—1995 роках — «Тріон-Волга»).

## Історія
У 1908 році викладач гімнастики Тверського реального училища Федір Антонович Ждановський приніс на один з уроків футбольний м'яч і незабаром на Соборному плацу (на місці нинішнього стадіону «Хімік») грали в нову гру не тільки реалісти, а й гімназисти, семінаристи та учні міського училища. В цьому ж році в Твері з'явилася і перша футбольна команда, організована за ініціативою голови комітету Тверського гуртка велосипедистів, ковзанярів і любителів спортивних ігор А. Фюрера. У січні 1912 року представники футбольних ліг 8 міст (в тому числі і Твері) на установчих зборах створили Всеросійський футбольний союз. У 1913-1914 роках збірна Твері була серед учасників 2-ї та 3-ї першостей Російської імперії. А до 20-х років минулого століття футболісти Твері стали одними з найсильніших в країні.
У 1920 році відбувся перший чемпіонат Тверської губернії, в якому взяло участь 14 команд, в тому числі й футболісти Морозовского гуртка спорту (МКС) з Твері. У тому ж році тверські футболісти брали участь у першому чемпіонаті РРФСР і вийшли до фіналу, де в запеклій боротьбі програли команді Москви.
На професійному рівні команда виступала в 1937, 1949, 1953, 1956, а також у 1958—1999 та з 2004 років. 1957—1962, 1964—1969 та 1992 року команда виступала в Першій лізі чемпіонату СРСР та Першій лізі чемпіонату Росії. В радянський період місто Твер також представляла інша футбольна команда, «Спартак», яка існувала з 1937 по 1957 роки та виступала в Першій лізі чемпіонату СРСР в 1949 та 1953—1956 роках.
З 1970 у зв'язку з реорганізацією системи футбольних ліг СРСР потрапив до Другої ничої ліги чемпіонату СРСР, в якій виступав до 1989 року.
В 2000—2003 роках «Волга» виступала в групі «Золоте кільце» Аматорського чемпіонату Росії.
У сезоні 2009/10 років клуб вийшов до 1/4 фіналу Кубку Росії, що є рекордом для сучасного періоду існування «Волги».

## Досягнення
- Чемпіонат РРФСР/Чемпіонат СРСР:
  -  Чемпіон РРФСР (1): 1963
  -  Срібний призер (1): 1920 (як «Морозовський гурток спорту»)
  -  Бронзовий призер РРФСР (1): 1960
  - 6-те місце (1): 1952 (як Команда м.Калініна)

- Кубок СРСР / Кубок Росії:
  -  Фіналіст (1): 1951 (як Команда м.Калініна)
  - 1/4 фіналу (1): 2009/10

- Перша ліга Росії:
  - 18-те місце, зона «Захід»: 1992

- Друга ліга СРСР / Росії:
  -  Чемпіон, 6-та зона: 1990
  -  Бронзовий призер, зона «Захід»: 2004

### Інші змагання
- Спартакіада народів РРФСР
  -  Срібний призер (1): 1959

- Кубок Прибалтійських країн (в НДР)
  -  Фіналіст (1): 1961

- Кубок РРФСР
  -  Володар (1): 1975

- Зимовий турнір МРО «Північ-Захід»
  -  Чемпіон (1): 2011

- Центральна Рада ДСО «Спартак»
  -  Чемпіон (2): 1936, 1940

- Чемпіонат РРФСР
  -  Чемпіон (1): 1950

## Відомі гравці
В списку, який поданий нижче, наведено перелік колишніх гравців клубу, які мають досвід виступів у складі національних збірних.
| Росія/СРСР - Володимир Бесчастних - Юрій Чесноков - Володимир Пономарьов | Колишні республіки СРСР - Емін Агаєв - Булат Есмагамбетов |  |